# Dolichoris beddomei
Dolichoris beddomei is een vliesvleugelig insect uit de familie vijgenwespen (Agaonidae). De wetenschappelijke naam is voor het eerst geldig gepubliceerd in 1994 door Priyadarsanan & Abdurahiman.